# Clarence F. Lea
Clarence Frederick Lea (ur. 11 lipca 1874 w Highland Springs, Hrabstwo Lake, zm. 20 czerwca 1964 w Santa Rosa) – amerykański polityk, członek Partii Demokratycznej.

## Działalność polityczna
W okresie od 4 marca 1917 do 3 stycznia 1949 przez szesnaście kadencji był przedstawicielem 1. okręgu wyborczego w stanie Kalifornia w Izbie Reprezentantów Stanów Zjednoczonych.